# Жак Кюрі
Жак Кюрі́́ (фр. Jacques Curie; 29 жовтня 1856 — 19 лютого 1941) — французький фізик; у 1880—1881 роках разом із братом відкрив п'єзоелектрику.

## Наукова діяльність
Досліджував кристали в мінералогічній лабораторії Сорбонни. 1880 року разом із П'єром Кюрі виявили п'єзоелектричний ефект — утворення електричних зарядів під дією тиску в кристалах цукру, турмаліну, кварцу, топазу і сегнетової солі. 1881 року вони відкрили протилежний ефект — деформацію кристалів-п'єзоелектриків під дією електричного поля. Це дозволило використовувати кварц як перетворювач електричних коливань у звукові. Технічні розробки п'єзоелектрики призвели до створення малогабаритних випромінювачів та приймачів ультразвуку.
В 1883 Жак Кюрі переїхав до Монпельє і займався мінералогією в університеті.
Помер 19 лютого 1941 року.